# Cospirazione Burr

Ritratto di Aaron Burr di John Vanderlyn, 1802.

La cospirazione Burr fu una presunta cospirazione architettata da Aaron Burr durante e dopo il suo mandato di vicepresidente degli Stati Uniti sotto la presidenza di Thomas Jefferson. Le accuse contro Burr sostenevano che egli tentasse di sfruttare le sue connessioni internazionali e il supporto di un gruppo di planters, politici e ufficiali dell'esercito americani per creare una nazione indipendente nel sud-ovest degli Stati Uniti e in alcune zone del Messico. La versione di Burr, tuttavia, era quella di voler coltivare 40 000 acri (160 chilometri quadrati) nel territorio del Texas, che gli erano stati concessi in affitto dalla corona spagnola.
Nel febbraio del 1807, Burr venne arrestato su ordine di Jefferson e accusato di tradimento, nonostante la mancanza di prove concrete . Nonostante l'assoluzione finale dall'accusa di tradimento dovuta alle specificità della Costituzione americana, lo scandalo distrusse definitivamente la sua già vacillante carriera politica. In tutto il paese vennero bruciati dei fantocci con le sue sembianze e la minaccia di ulteriori accuse da parte di singoli stati lo costrinsero all'esilio in Europa .
Le vere intenzioni di Burr rimangono poco chiare e hanno portato a diverse teorie da parte degli storici: alcuni sostengono che volesse annettersi parti del Texas e del territorio della Louisiana appena acquistato, mentre altri credono che mirasse a conquistare il Messico o addirittura l'intero Nord America. Anche il numero di uomini che lo appoggiavano resta incerto, con stime che variano da meno di 40 a oltre 7 000.